# Pammaerus quadrus
Pammaerus quadrus är en tvåvingeart som först beskrevs av Christian Rudolph Wilhelm Wiedemann 1830.  Pammaerus quadrus ingår i släktet Pammaerus och familjen parasitflugor. Inga underarter finns listade i Catalogue of Life.